# チェコスロバキア国鉄810形ディーゼル動車
チェコスロバキア国鉄810形ディーゼル動車（チェコ語:Motorové vozy řady 810, スロバキア語:Motorový vozeň radu 810 旧形式:M152.0）は、チェコスロバキア国鉄（ČSD）およびチェコ鉄道（ČD）、スロバキア国鉄（ŽSR）、鉄道企業体スロバキア（ZSSK）の地方閑散線区用ディーゼル動車である。本項では同型のBlm 24-29形付随客車（現形式・チェコ鉄道Btax78024-29形/鉄道企業体スロバキア011 Baafx形）および派生形の892形架線補修用ディーゼル動車（現形式・鉄道管理公団MVTV2形/スロバキア国鉄MVTV02形・MVTV03形）、ハンガリー国鉄（MÁV）のBzmot 54-29形ディーゼル動車についても述べる。

## 概要

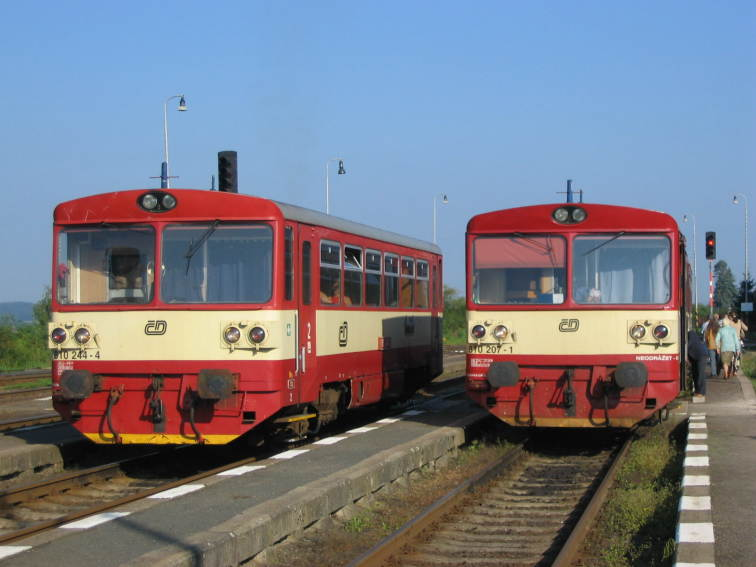
チェコ、スロバキア両国の地方線区で活躍する810形（鉄道管理公団リブニュ鉄道駅）

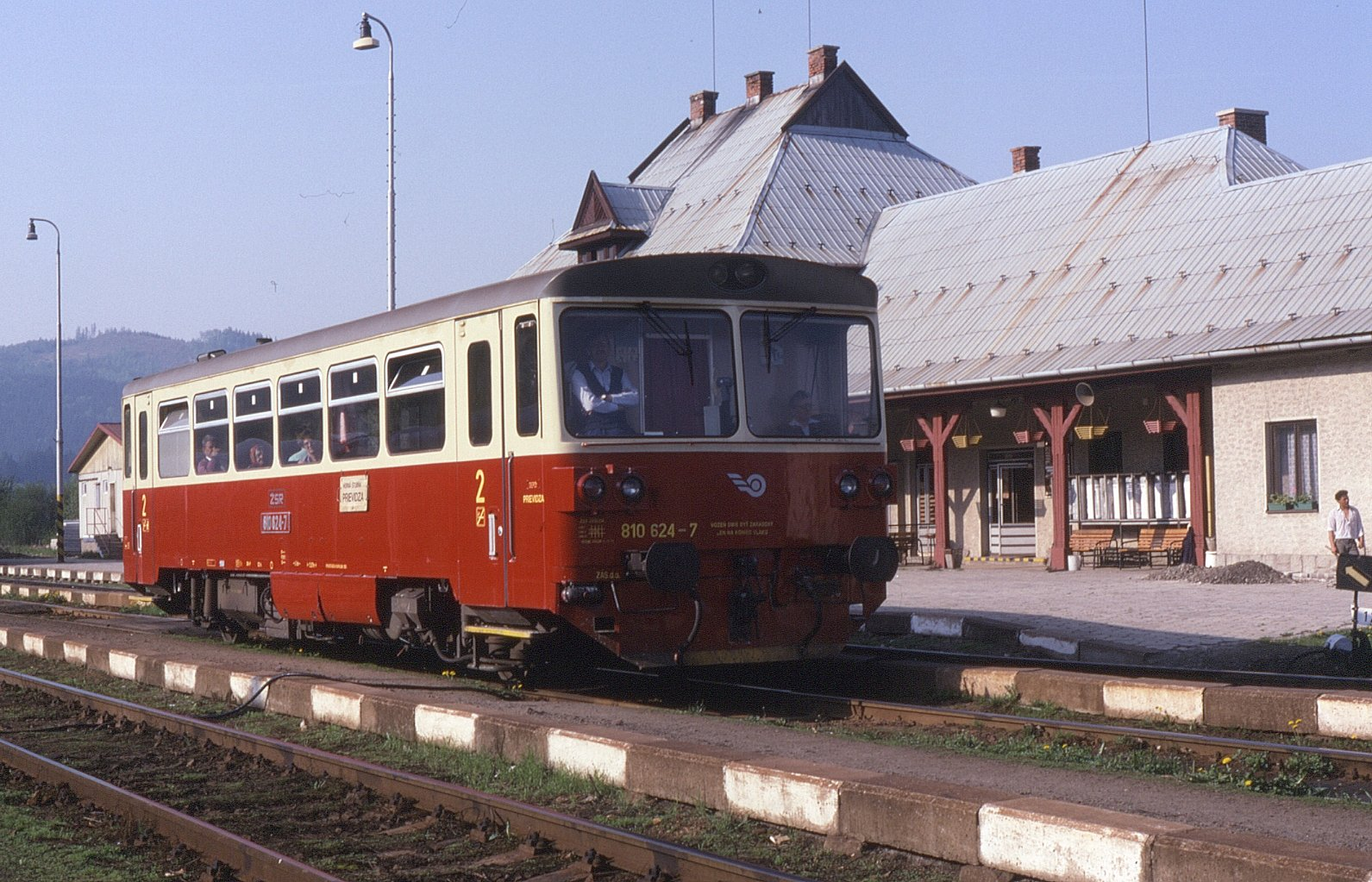
原型の810形（スロバキア国鉄ホルナー・シュトゥブニャ鉄道駅、1997年）

1971年、チェコスロバキア国鉄は戦後導入した地方閑散線区用ディーゼル動車M131.1形（1948年製造初年）およびM240.0形（1959年製造初年）の改良版として、リベレツ自動車工業国営会社（LIAZ）のバス用機関を使用した2軸小型ディーゼル動車の開発に着手。路線バス用の機関や変速機を転用することで製造費を圧縮することをねらい、シュムペルク鉄道工業国営会社とストゥデーンカ車両国営会社によるM131.1形での機関換装試験を経て、1973年に先行試作車M151.0001がストゥデーンカ車両で製造され、同社で1975年から量産車M152.0形の製造が開始された。
チェコスロバキア国鉄は当初150両の新製を計画していたが、同時期に開発を進めていた大型の電気式ディーゼル動車M474.0形の量産開始を見送って代わりにM152.0形を充てる方針に変更し、1982年までに678両を新製して各地の地方閑散線区に大量投入した。先行試作車以来10年間で7次車まで増備され、その都度設計変更が行われている。これらの変更項目のほとんどはのち追加改造で全車に施工されている。
- 2次車 M152.0003 - 0134（1975-1976年新製車） - 前面上部の前照灯2灯化、側窓の開口角度を変更（30°→25°）、荷棚の形状・設置方向をレール方向から枕木方向に変更。
- 3次車 M152.0135 - 0200（1976-1977年新製車） - KBS-1型車警装置の設置および床下ブレーキ管の配置変更。
- 4次車 M152.0201 - 0349（1977-1978年新製車） - 運転台暖房装置の増設。
- 5次車 M152.0350 - 0478（1981-1982年新製車） - 運転台仕切の構造見直し。
- 6次車 M152.0479 - 0608（1982年新製車） - 冬季の車内保温のためデッキ・客室仕切の構造見直し。
- 7次車 M152.0609 - 0678（1982年新製車） - 併結他車両のドア開閉一括制御機構の設置、運転台窓ブラインドの構造見直し。

また1982年には東部スロバキアとウクライナを結ぶ広軌貨物線の国鉄ウジホロド－ハニスカ・プリ・コシツィアフ鉄道線職員輸送用に広軌用M152.5形2両（のち810.8形）を投入した。
M152.0形は1988年のチェコスロバキア国鉄動力車大改番で810形に改番され、1993年の連邦制解消後はチェコ鉄道公団（ČD）とスロバキア共和国鉄道（ŽSR）が承継した。両社は1990年代以降、さまざまな形で810形の近代化更新工事を進めており、原型車は数を減らしている。
スロバキア国鉄車はのちの分社化で、全車が鉄道企業体スロバキア株式会社（ZSSK）に承継された。またチェコ鉄道車の一部は、デスナー鉄道列車運行事業者のコンネックス・モラヴァ株式会社（現ヴェオリア・トランスポート・モラヴァ株式会社）および鉄道管理公団線（チェコ国鉄線）列車運行認可事業者のヴィアモント株式会社に売却されている。

### ČSD Blm 24-29形付随客車
M152.0形と同型のチェコスロバキア国鉄Blm 24-29形付随客車は1973年から1974年にかけて製造された先行試作車（Blm 25-09 600, 601）を元に製造したもので、M152.0形をはるかに上回る910両が新製投入された（Blm 24-29 000 - 909）。1983年に24-29 Baafx形に改番されたあと、1994年にチェコ鉄道承継車は010 Baafx形に、スロバキア国鉄承継車は011 Baafx形にそれぞれ改番された。
チェコ鉄道車はのち改番が繰り返され、2009年1月1日以降はBtax78024-29形（24-29 001～）に改番されている。実際には新製当初の見込みほどの輸送力が必要なく、各地で車両が遊休化するケースが相次いだことから、動力車化、荷物車化、制御車化などの改造も進められている。

### 構造

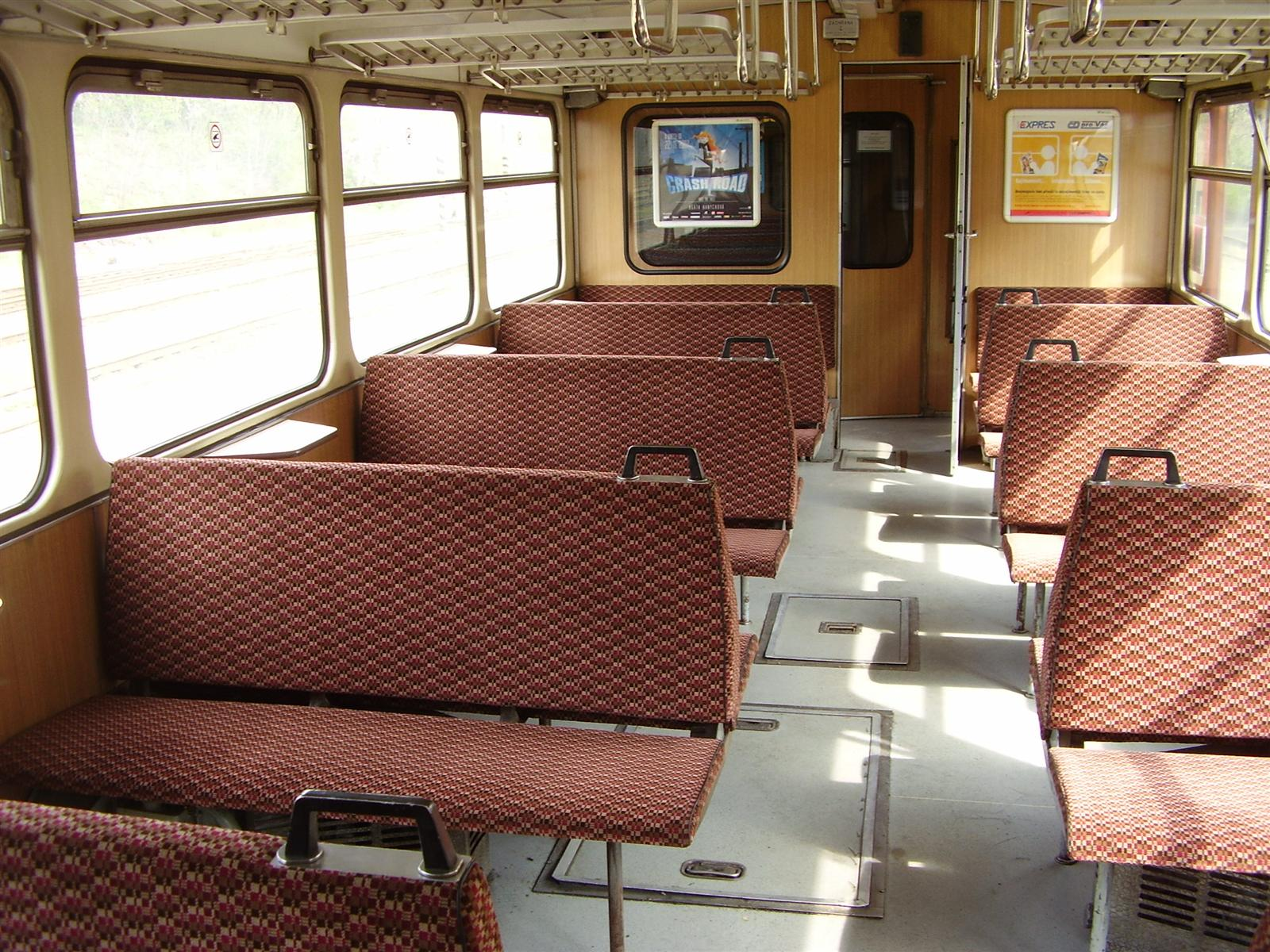
810形車内（モケット張り替え済）

コイルばねと油圧ダンパー装備の1軸台車2基を装備した13m級軽量全鋼製車体の2軸非貫通両運転台車で、ホイールベースは8,000mm、設計最高速度は80km/h、最急曲線通過半径は100mである。
LIAZリーノビツェ工場製ML-634型直噴水冷6気筒ディーゼルエンジン（定格出力155kW）を1基搭載し、駆動軸は1軸である。変速機は鉄道用のNKR-16型逆転機を装備したプラガ製2-M-70型液体式自動変速機である。当時大量生産が続いていたチェコスロバキア国内の市内路線用標準バス、カロサ国営会社（現・イヴェコ・チェコ株式会社）製ŠM-11型バス（製造1961年–1981年、cs:Karosa ŠM 11）で用いられていた組み合わせを流用して設計したものである。
エンジンの燃料制御はワイヤロッド式のため総括制御はできず、ジャンパ栓は連結した付随車などとのドア開閉の連動および補助電源用の引き通し線しか持っていない。制動装置はDAKO-P型自動空気ブレーキを装備している。補助電源発電機はBD-521/6-G1型で、自車および付随客車最大2両分の電力を供給できる。
車内は運転台と客室、デッキ、便所に区分されている。客室座席はヘッドレストのない人工皮革張りベンチタイプの2 + 3人掛けクロスシートが向かい合わせに10組置かれている。荷棚は背もたれ頭上部に枕木方向に設置され、側窓下には小型の木製テーブルがある。立席客を考慮して座席肩には取っ手、荷棚通路側には大型のハンドレールが取り付けてある。便所向かい側は向かい合わせに3人掛けと2人掛けの跳ね上げ式座席を備えた区画が設けられ、荷物輸送などにも利用できる。客室・デッキ仕切は当初開放式だったが、冬季の客室保温のためのち内開き式のドアが設けられた。
暖房はエンジンの廃熱を利用した温風式で、側面に沿って温風ダクトが設置されており、運転台窓のデフロスタにも使用されている。車内照明は蛍光灯で非常用白熱灯も装備している。側面ドアはハニカム構造のアルミ合金鋳物を芯にしたプラグ式ドアである。

## ČSD 892形架線補修用ディーゼル動車

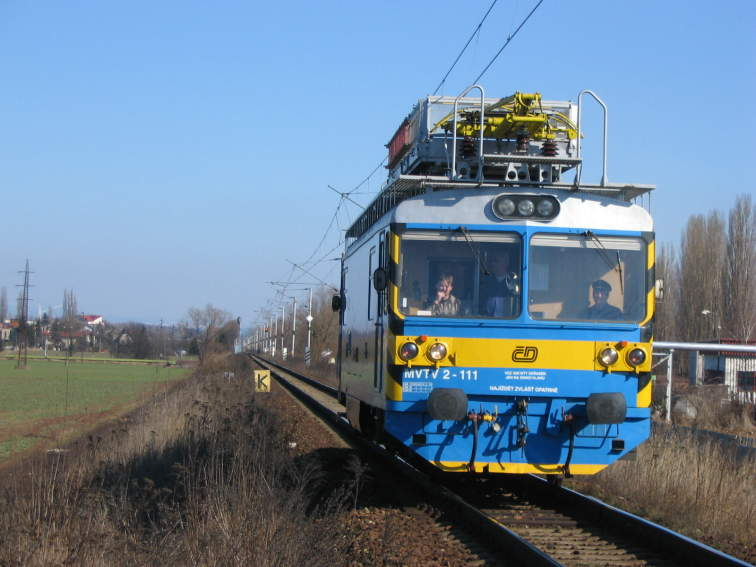
MVTV2形（ČD時代）

チェコスロバキア国鉄892形架線補修用ディーゼル動車は、旧型ディーゼル動車改造の架線補修用車の老朽化と電化区間の延伸に対応するため、M152.0形を基本にストゥデーンカ車両国営会社で1981年から1991年にかけて115両新製した架線補修用車（MVTV, Montážní vozy trakčního vedení）である。1988年大改番以前の形式はM153.0形。連邦解消後、チェコ鉄道公団およびスロバキア共和国鉄道に承継され、1997年にチェコ鉄道車はMVTV2形に、スロバキア国鉄車はMVTV02形に改番した。広軌用も作られ(M153.5形→892.8形→MVTV03形)、全車がスロバキア国鉄に承継されている。
機関はLIAZ製ML-634型、変速機はプラガ製2-M-70型液体式自動変速機で、自重は23.5t。架線作業のための5km/hの低速継続運転に適応した設計としている。車内は工作台を備えた作業区画と補修部品収納区画に分けられており、作業員控え室、便所、台所、冷蔵庫が備えられている。屋根上には架線偏倚検測用のシングルアームパンタグラフおよび観測ドーム、碍子で絶縁された幅2,000mmの架線補修作業台が設けられており、観測ドーム下に設けられた階段から昇降する。補修作業台の転落防止柵は折りたたみ式で、車両走行時には半分の高さに折りたたまれる。直流3000V電化区間での活線作業に対応しているが、交流25kV/50Hz電化区間では送電停止が必要である。
2007年にはパルス・ノヴァ株式会社でチェコ鉄道MVTV2.029の近代化更新工事が行われ、MVTV2.1形（MVTV2.1-029）に改番されている。テドム製TD-242-RH-TA-25型機関とフォイト製D-864.3-Diwa型液体変速機に換装し、最高速度を90km/hに引き上げたほか、距離測定用の車軸パルス検出装置や電子制御システムを更新。観測ドーム内に暖房装置を設けるなどした。
チェコ鉄道MVTV2形およびMVTV2.1形は、チェコ鉄道上下分離後の2008年に全車が鉄道輸送路線管理公団（SŽDC, Správa železniční dopravní cesty, s.o.／現鉄道管理公団）に移管され、一部はヴィアモント株式会社にも売却されている。2008年現在のMVTV2形、MVTV2.1形、MVTV02形、MVTV03形の所属両数は、鉄道輸送路線管理公団78両（うちMVTV2.1形1両）、スロバキア国鉄37両（うちMVTV03形3両）、ヴィアモント株式会社1両であった。
このほか、チェコスロバキア国鉄測量事務所のトンネルおよび切り通し部の限界測定用写真測量機（FST, Fotogrammetrický stroj）として、1976年にM152.0形の先行試作車M151.0001を改造した892.6形写真測量用ディーゼル動車（892.601）が製造されている。1988年大改番前の形式はFST-2形で、チェコ鉄道に承継され、1997年にFST-2形に再改番されたが、まもなく機関を外して付随車化され、MD-1形（MD-1-1）に改番されている。

## ハンガリー国鉄Bzmot形ディーゼル動車

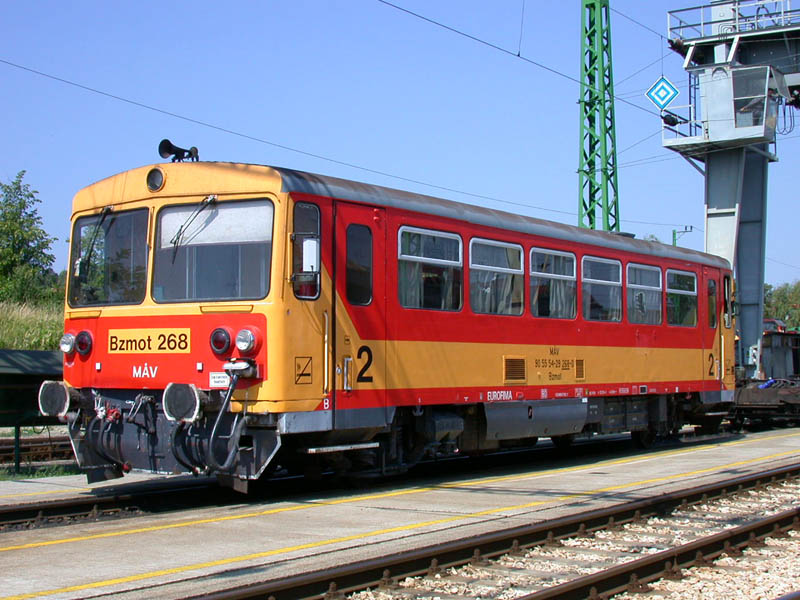
MÁV Bzmot 54-29形

ハンガリー国鉄Bzmot 54-29形ディーゼル動車は、M152.0形増備中の1977年から1984年にかけて、ストゥデーンカ車両国営会社で製造した、ハンガリー国鉄（MÁV）およびジェール=ショプロン=エーベンフルト鉄道（GySEV）向けディーゼル動車で、M152.0形とほぼ同一設計。ハンガリー国鉄向けに205両、ジェール=ショプロン=エーベンフルト鉄道向けに2両が輸出された。同型のBzx 24-28形付随客車、BDzx 83-28形付随荷物合造客車も製造された。
新造時の設計最高速度は70km/hだったため、ハンガリー国鉄では出荷時搭載のLIAZ製に代わる機関換装を図り、一部車両（Bzmot 043,086）について独マン社ライセンス生産による国産エンジン（Rába - MAN D2156-HM-6U、141kW）と独フォイト製液体変速機に換装した。さらにBzx形付随客車の動力車改造（Bzmot 301,302）では過給器を装備し出力を増強した機関（Rába - MAN D2156-HM-6UT、162kW）を搭載し、最高速度を80km/hに引き上げた。
さらに1990年代以降、座席の大型化などのアコモデーション更新などの工事を進め、マンD10型機関のライセンス生産品（Rába - MAN D10-UT206）換装による更新・動力車化改造工事が進められた。更新車は原番号と無関係に300番台に改番され、のち200番台、100番台の空き番号が付番された。機関トラブルの問題から200番台以降は換装機関をマン製D2866-LUH20型（228kW）に変更している。
また1997年から2001年にかけてBzmot形23両に機関換装、車内アコモデーション改良、冷房化などの優等列車仕様更新工事を行い、InterCityを補完する全席指定優等列車InterPici（IP）に使用したが、2010年に運用を終了した。Bzmot形に機関換装・近代化更新工事を施工して2両固定編成化した6312形（6321.001,002）の試作も行ったが、量産化には至っていない。
ストゥデーンカ車両は1980年代、ハンガリー以外にポーランドやアルジェリアへのM152.0形の輸出を模索し、1989年には東独ライプツィヒ国際見本市に出品したあとのM152.0形とBaafx形4両をアルジェリアに持ち込み、砂漠地帯でのデモンストレーション運転も行ったが、結局ハンガリー以外の国への輸出は実現しなかった。

## 近代化更新工事
チェコ、スロバキア両国で1990年代以降行われた810形ディーゼル動車および24-29 Baafx形付随客車の近代化更新工事で誕生した新形式は次の通り。

### チェコ

#### ČD 809形ディーゼル動車
チェコ鉄道809形ディーゼル動車は、ワンマン運転用にデッキ部仕切を改造し、KBS-E型車警装置およびVS-47型列車無線装置などを取り付けたものである。鉄道車両部品メーカーのMSVストゥデーンカ有限責任会社（MSV Studénka, s.r.o.）で1994年に810.281、810.282、810.596の3両を改造し、さらに1997年に25両を改造した。車番は810形当時の原番号を継承している。のちワンマン運転における乗車券チェック方式の見直しが行われた。一部は座席を新形のものに交換している。2両（809.527、809.552）が事故廃車され、現在は26両がブジェツラフ、チェスケー・ブジェヨヴィツェ、クラルピ・ナト・ヴルタヴォウ、ムラダー・ボレスラフ、オパヴァ、ズノイモの各区に配属されている。

#### ČD 811形ディーゼル動車
チェコ鉄道811形ディーゼル動車は、地方線区の体質改善を目的に、機関をLIAZ製M-1.2B-ML-636-F型（155kW）に、液体変速機をプラガ2-M-90.91-I型に換装し、アコモデーションを更新したものである。KBS-E型車警装置を搭載。座席をモケット張りヘッドレスト付きのものに交換し、独エベルスペヒャー製の温水循環型暖房装置を搭載。パルスDMNシュムペルク有限責任会社（Pars DMN, s.r.o. Šumperk）で1997年に810.082と810.494の2両が試験改造された。車番は810形当時の原番号を継承している。010形付随客車に同様の改造を施工した811形併結用の011 Btax形付随客車（現・Btax78124-29 801, 802）および016 BDtax783形付随荷物合造客車（現・BDtax78393-29 601）も製造された。

#### ČD 812系ディーゼル動車
チェコ鉄道812形ディーゼル動車は、地方線区の体質改善と速度向上、運用効率化、車両延命などを目的に部品メーカーなど民間5社が参加して試験改造した両運転台車である。機関はLIAZ製M-1.2C-ML-640-SE型（242kW）に、変速機は独フォイト製DIWA-864.3型に換装し、制御装置を一新して総括制御を可能にした。運転台の拡大に伴い車体長が500mm延長し、前面はFRP製の大型1枚窓に更新した。座席はヘッドレスト付きで大型化した2 + 2人掛けのクロスシートに交換され、シートピッチも拡大したほか、便所をユニット化。運転台には空調設備も設けた。
2001年に810.613が試験改造（812.613）され、同年9月にブルノ市で開かれた国際技術フェアで展示されたあと、ツェルヘニツェ鉄道試験線でディーゼル機関車牽引による試運転が続けられた。2002年にはパルス・ノヴァ株式会社（Pars nova a.s.）で、廃車となった010.171付随客車を種車に中央部に両開きプラグドアを設け、車軸間を低床構造に改造した同型の912形制御客車（912.001）も製造された。しかし2003年1月に同様の出力増強更新工事を行ったハンガリー国鉄Bzmot形で車軸破断事故が発生したことから、量産化移行は見送られた。

#### ČD 814系ディーゼル動車
チェコ鉄道814形ディーゼル動車は、812形/912形を基本にパルス・ノヴァが設計した片運転台の更新改造車で、「レギオ・ノヴァ」の愛称をつけられている。機関はテドム（旧LIAZ）製M-1.2C-ML-640-SE型（242kW）に換装。最高速度は80km/h。010形を種車に中央部を低床構造とした914形制御客車との2両固定編成（814.0 + 914.0/814.5 + 914.5）が2005年から改造増備されている。
2007年からは914形と同様に中央部が低床構造の014 Bbdtax形付随客車を組み込んだ3両固定編成（814.2 + 014 + 814.2）の増備も開始した。3両固定編成用の814.2形は機関をテドム製TD242RH-TA25型に換装している。014形付随客車は2009年および2010年に実施された付随客車改番の対象にはなっていない。
2両固定編成は810形に比べ出力を大幅に増強している反面、動力軸は従来通り編成中に1軸しかないため、悪天候時には勾配区間で粘着力不足に伴う空転が多発し、列車遅延の原因として問題になっている。2011年1月現在、2両固定編成が137編成、3両固定編成が26編成所属しているほか、デスナー鉄道（ヴェオリア・トランスポート・モラヴァ株式会社）に2両固定編成が1編成所属している。

#### GWトレインレギオ816形ディーゼル動車
GWトレインレギオ816形ディーゼル動車は、チェコ国内6地域で鉄道管理公団線のローカル線旅客運送事業を行っているGWトレインレギオ社（旧ヴィアモント社）が、2014年にZSSKから購入した810形のうち4両を2018年に更新改造したものである。チェコ鉄道の車両研修工場が2007年に分社化された車両補修工業株式会社（DPOV a.s.、オロモウツ県プジェロフ市）が施工。外観は前照灯などをLED化したほかはほぼ原形のままで、プラガ2W90型変速機もそのまま使用しているが、機関を過給器付きテドム製TD-152-AH-TX-01に、制御装置をMSVエレクトロニクスシステムに更新したほか、空調設備や充電用USBポートなどを備えたクロスシート、車内Wi-Fiなどを装備している。GWトレインレギオが2017年から運行しているプルゼニ県シュマヴァ地域で3両、モラヴィア・スレスコ県ミロチツェナトオパヴォウ－ウルブノポドプラジェデム線で1両が運用されている。

#### ČD 012 BDaafx形付随客車
チェコ鉄道012 BDaafx形付随客車は、010形付随客車の車端部の座席2列分を撤去し自転車積載室を設置したものである。1998年 - 2001年、クルノウ補修工業有限責任会社（KOS Krnov, s.r.o.）で70両施工。車番は010形当時の原番号を継承していたが、2009年1月1日の付随客車改番でBDtax78293-29形（93-29 001～）に改番された。

#### ČD 013 Daafx形付随荷物車
チェコ鉄道013 Daafx形付随荷物車は、010形付随客車の座席をすべて撤去し自転車積載用荷物車に改造したものである。2000年、チェコ鉄道が6両施工。1両が現存し、2009年1月1日の付随客車改番でDdax78495-29形（95-29 043）に改番された。

#### ČD 015 Bdtax形付随客車
チェコ鉄道015 Bdtax形付随客車は、010形付随客車の片側座席を撤去し客室内に自転車積載スペースを設置したものである。2001年 - 2002年、クルノウ補修工業で28両施工。車番は010形当時の原番号を継承していたが、2009年1月1日の付随客車改番でBdtax78524-29形（24-29 501～）に改番された。
|  |  |  |  |  |

|  |

### スロバキア

#### ŽSR/ZSSK 811形ディーゼル動車
スロバキア国鉄811形ディーゼル動車は、地方線区の体質改善と動力車不足解消を目的に、運転室内の拡大、LIAZ製M-1.2C-ML-640-S型（237.5kW）機関の採用、台車枠および緩衝装置の強化、制御装置の電子化、列車無線装置および温水循環暖房装置取り付けなどの設計変更を行ったものである。1996年に24-29形（現・011形）付随客車2両（24-29 017、24-29 662→811.001、811.002）の改造で登場、のち1999年までに011形改造およびMSVストゥデーンカ有限会社製新造車体（10両）への艤装によりズヴォレン鉄道検修工機株式会社（Železničné opravovne a strojárne Zvolen, a.s.）で27両が製造され、クラリョヴァニ、ティソヴェツ、ブレズノ、マルゲツァニ、ジリナの各機関区に配属された。また1996年には24-29形付随客車（24-29 005）の改造で同型の912形制御客車（912.001）が1両製造された。

#### ŽSR/ZSSK 812形ディーゼル動車
スロバキア国鉄812形ディーゼル動車は、地方線区の体質改善と安全性の向上を目的に、機関を独マン製D-2866-LUH-21型（257kW）に、液体変速機をフォイト製DIWA-863.3型電子制御液体変速機に換装し、室内のアコモデーションを更新したものである。制御装置をマイクロプロセッサ化し、ミレル製RM-1型運行情報記録装置およびVZ-1型自動列車停止装置を搭載。客室座席はヘッドレスト付きモケット張りのものに交換し、暖房装置を温水循環式に交換するなどした。側面プラグドアのパルス製ドアエンジンへの交換（021以降）、ボッシュ製自動空気圧縮機への交換（037以降）も実施している。改造コスト抑制のため811形で行った運転室部分の車体改造は行っておらず、810形との外観上の変化はほとんどない。
2001年 - 2002年にズヴォレン鉄道検修工機が011形付随車10両の動力車化改造で製造。鉄道企業体株式会社（旧ZSSK）に列車運行事業が移管された2003年以降は810形の改造に移行し、2007年までに64両が製造された。ズヴォレン、ポプラト、プレショウ、コシツェの各機関区に配属され、観光輸送需要の高い中部タトラ山麓の地方線区を中心に運用されている。
最終ロットはさらにアコモデーションを改良し、座席を2+2列の集団見合型固定クロスシートとし、側扉開閉ボタンの取り付け、客室出入り口ドアの自動化および鴨居部へのLED式情報表示器設置、便所の新形ユニット化、車内空調化および側窓の全面固定窓化を行った。

#### ZSSK 813系ディーゼル動車
鉄道企業体スロバキア813形ディーゼル動車は、812形最終ロットを基本にズヴォレン鉄道検修工機が製造した片運転台車である。同型の913形制御客車と2両固定編成を組む。機関をマン製D-2876-LUE-21型（257kW）に、液体変速機をフォイト製DIWA 864.3型電子制御液体変速機に換装し、810形系列の更新車としてはZSSK/ČDを通して初めて最高速度が90km/hに引き上げられた。
座席は2+2列のボックス式固定クロスシートとし、全車空調装置を備え、標識灯はLED化している。813形に車椅子・ベビーカースペースを設け、デッキ仕切および貫通路のドアは大型引き戸化された。913形はデッキを前位1か所とし客室を拡大している。側窓の全面固定窓化は行っていない。
2007年 - 2010年に810形および011形の改造で44編成が製造され、中部スロバキアのプリエヴィジャ、クラーリョヴァニ、ジリナ、チャッツァなどの各機関区に配属された。

#### ZSSK 813.1系ディーゼル動車
鉄道企業体スロバキア813.1形ディーゼル動車は2012年、チェコ・GWトレインレギオ社向けに、813形基本番台を基本にズヴォレン鉄道検修工機が製造した片運転台車である。機関をテドム製TD310-RH-TA-26（310kw）に強化して便所を廃止。同形と2両固定編成を組む913.1形制御客車はČD914形制御客車の仕様に準じて中央部を低床構造とし、さらに低床部に車いす対応便所を設けている。ミレルRS1形総括制御装置を搭載しており、ZSSK812系および813系最大3ユニット分の総括制御ができる。2編成（813.101+913.101、813.102+913.102）が製造された。
さらにズヴォレン鉄道検修工業は2013年、813.1系の前面を1枚窓の近代的なデザインにし、側窓の固定方法をHゴムから接着方式に変更するなどした813.11系ディーゼル動車の試作車1編成（813.110+913.110）を製造した。未更新の810形および010形計16両を種車にZSSKは2017年、前面窓部にLED式の行先表示器を設置するなどの小改良を施した813.11系8編成を試作編成の続番（813.111～813.118+913.111～913.118）で製造し、中部スロバキアのジリナ、バンスカービストリツァ、ズヴォレン周辺で運用している。「ムラヴェツ」（mravec、アリの意）の愛称がつけられている。
GWトレインレギオ社の813.1系2編成は、同社が2014年にZSSKから810形を購入したことから、社名のマーキングのみを外して2015年にズヴォレン鉄道検修工機へ返却され、813.11系試作編成とともにズヴォレン鉄道補修工機からZSSKに再リースされた。813.11系試作編成はズヴォレン鉄道検修工機のマークをつけた原塗色のまま、のちに導入された8編成の813.11系と混用されている。
またチェコ・プラハ市の鉄道管理公団線（プラハ都市近郊鉄道）S34号線（プラハ＝マサリク－チャコヴィツェ）の旅客運送事業者、KŽC交通（KŽC Doprava）でも、813.11系と同一設計のズヴォレン鉄道検修工機製813.2系ディーゼル動車2編成（813.201+913.201、813.202+913.202）を2019年1月に導入した。
|  |  |  |  |

|  |  |  |